# Rocinela australis
Rocinela australis är en kräftdjursart som beskrevs av Schioedte och Frederik Vilhelm August Meinert1879. Rocinela australis ingår i släktet Rocinela och familjen Aegidae. Inga underarter finns listade i Catalogue of Life.